# Graboštani
Graboštani falu Horvátországban, a Sziszek-Monoszló megyében. Közigazgatásilag Majurhoz tartozik.

## Fekvése
Sziszek városától légvonalban 27, közúton 38 km-re délkeletre, községközpontjától 3 km-re északkeletre, a Sunja középső folyásánál, a folyó jobb partján, a Sunjáról Kostajnicára menő főút mentén, Gornji Hrastovac és Stubalj között fekszik. A falunak vasútállomása van a Zágráb-Volinja vasútvonalon.

## Története
Az 1683 és 1699 között zajlott felszabadító harcokat a karlócai béke zárta le, melynek eredményeként a török határ az Una folyóhoz került vissza. 1696-ban a szábor a bánt tette meg a Kulpa és az Una közötti határvédő erők parancsnokává, melyet hosszas huzavona után 1704-ben a bécsi udvar is elfogadott. Ezzel létrejött a Báni végvidék, horvátul Banovina, vagy Banja. A kiürült területre megkezdődött a keresztény lakosság betelepítése. A község területére a török kézen maradt Boszniából horvát lakosság települt át. Az osztrák generálisok védelmi célból a Zrínyi-hegység vidékére a török határövezetből érkezett pravoszláv katonákat, köznevükön martalócokat telepítettek be. Így ez a terület vegyes etnikai összetételű lett, de Graboštani lakossága mindvégig horvát nemzetiségű volt.
A falu 1773-ban az első katonai felmérés térképén „Dorf Graberstain” néven szerepel. Lipszky János 1808-ban Budán kiadott repertóriumában „Grabostani” néven szerepel.  Nagy Lajos 1829-ben kiadott művében „Grabostani”, illetve „Graberstein” néven 36 házzal és 229 katolikus vallású lakossal találjuk. A katonai határőrvidék kialakítása után a Petrinya központú második báni ezredhez tartozott. A katonai közigazgatás megszüntetése után Zágráb vármegye részeként a Petrinyai járás része volt.
A településnek 1857-ben 188, 1910-ben 287 lakosa volt. 1918-ban az új szerb-horvát-szlovén állam, majd később Jugoszlávia része lett. Különösen nehéz időszakot élt át a térség lakossága a II. világháború alatt. 1941-ben a németbarát Független Horvát Állam része lett. A délszláv háború előtt csaknem teljes lakossága (88%-a) horvát nemzetiségű volt. 1991. június 25-én a független Horvátország része lett. A délszláv háború idején 1991-ben elfoglalták a JNA erői és a szerb szabadcsapatok. A Krajinai Szerb Köztársasághoz tartozott. 1995. augusztus 6-án a Vihar hadművelettel foglalta vissza a horvát hadsereg. A településnek 2011-ben 134 lakosa volt.

## Népesség
| Lakosság változása | Lakosság változása | Lakosság változása | Lakosság változása | Lakosság változása | Lakosság változása | Lakosság változása | Lakosság változása | Lakosság változása | Lakosság változása | Lakosság változása | Lakosság változása | Lakosság változása | Lakosság változása | Lakosság változása | Lakosság változása |
| ------------------ | ------------------ | ------------------ | ------------------ | ------------------ | ------------------ | ------------------ | ------------------ | ------------------ | ------------------ | ------------------ | ------------------ | ------------------ | ------------------ | ------------------ | ------------------ |
| 1857               | 1869               | 1880               | 1890               | 1900               | 1910               | 1921               | 1931               | 1948               | 1953               | 1961               | 1971               | 1981               | 1991               | 2001               | 2011               |
| 188                | 242                | 215                | 215                | 244                | 287                | 262                | 282                | 269                | 269                | 255                | 247                | 196                | 201                | 171                | 134                |